# Allonectella
Allonectella — рід грибів родини Nectriaceae. Назва вперше опублікована 1950 року.

## Класифікація
До роду Allonectella відносять 2 види:
- Allonectella guaranitica
- Allonectella rubescens